# 静岡県道373号原里大池線
静岡県道373号原里大池線（しずおかけんどう373ごう はらさとおおいけせん）は、静岡県掛川市原里から同市大池に至る一般県道である。

## 概要

### 路線データ
- 起点 : 掛川市原里（静岡県道269号大和田森線交点）
- 終点 : 掛川市大池（静岡県道415号日坂沢田線、静岡県道37号掛川浜岡線交点）※実際の起点は掛川市二瀬川
- 路線延長 : 5.3 km ※一部区域未決定

## 地理

### 交差する道路
- 静岡県道269号大和田森線
- 静岡県道81号焼津森線

この間に分断区間あり
- 静岡県道415号日坂沢田線 (二瀬川交差点)
- 静岡県道37号掛川浜岡線 (二瀬川交差点)